# ТЕЦ Любляна
ТЕЦ Любляна (Те-Тол) — теплоелектроцентраль в столиці Словенії місті Любляна.

## Вугільна станція
В 1966, 1967 та 1984 роках на майданчику ТЕЦ стали до ладу три вугільні енергоблоки з паровими турбінами потужністю 42 МВт, 32 МВт та 50 МВт відповідно. В такій конфігурації станція виробляла щорічно близько 390 млн кВт-год електроенергії та забезпечувала 90 % теплопостачання Любляни в зимовий період.
Після проведеної у 1980-х роках модернізації як паливо використовують імпортне кам'яне вугілля, більш безпечне з екологічної точки зору ніж місцевий лігніт. В 2010 році на блоці № 3 розпочали спалювання деревної біомаси.
Для видалення продуктів згоряння призначений димар висотою 101 метр.
Видача продукції відбувається по ЛЕП, розрахованій на роботу під напругою 110 кВ.

## Парогазовий блок
В 2017-му уклали угоду на докорінну модернізацію люблянської ТЕЦ. Тут мають змонтувати 2 газові турбіни Siemens загальною потужністю 110 МВт, які через відповідну кількість котлів-утилізаторів живитимуть парову турбіну блоку № 3. Таким чином, на станції створять комбінований парогазовий цикл.
Введення нових потужностей заплановане на кінець 2021 — початок 2022 років, після чого будуть виведені з експлуатації застарілі блоки № 1 та № 2. У підсумку споживання ТЕЦ вугілля повинне скоротитись на 70 %, оскільки газові турбіни використовуватимуть блакитне паливо (останнє доправляється в район Любляни по трубопровідній системі Цершак — Нова-Гориця). 